# Монтажник (профессия)
Монта́жник — профессия людей, которые занимаются монтажом — узловой сборкой, конструкций, зданий и машин. Название происходит от французского montage (поднимание, подъём, впоследствии — собирать, устанавливать)

## Специализации

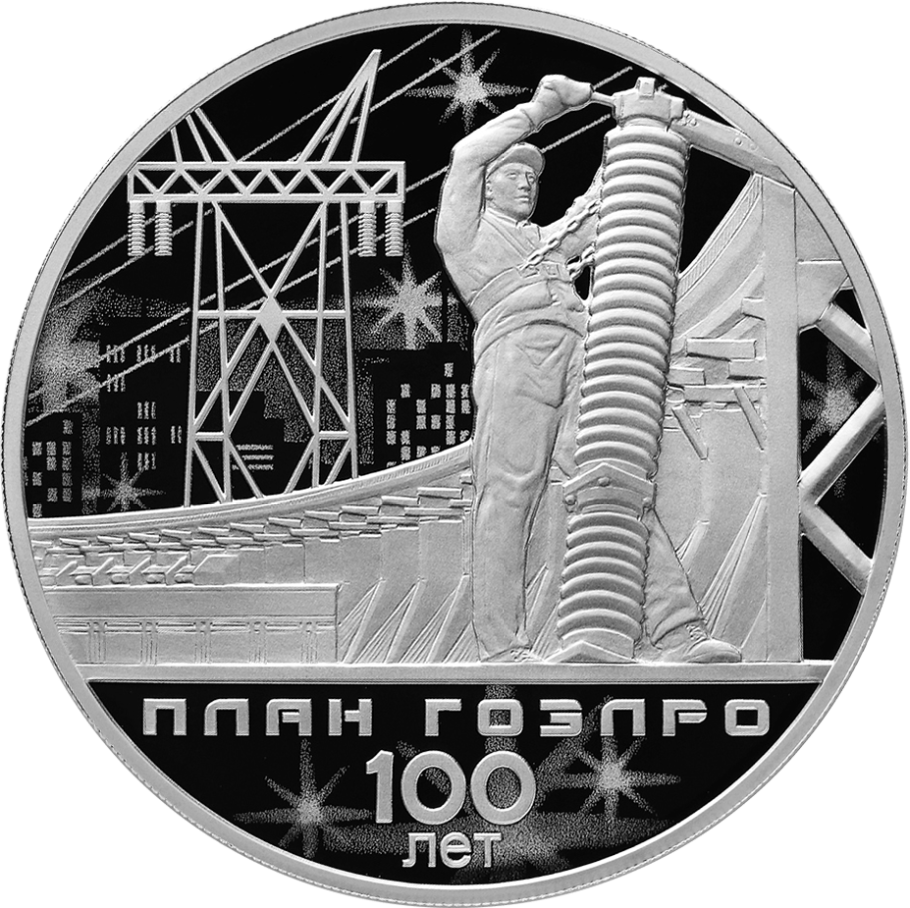
Монтажник на серебряной монете Банка России 2020 года «100-летие плана ГОЭЛРО»

- Электромонтажник.
- Монтажник-высотник.
- Монтажник-строитель.
- Монтажник-связист.

## История профессии
Первые монтажники работали в Древнем Египте на строительстве пирамид. Профессия монтажника появилась в 19 веке. Монтажники занимались монтированием конструкций

## В искусстве
Про монтажников снят фильм Высота, в котором звучат такие строки Марша монтажников:
```
Не кочегары мы, не плотники,

Да! Но, сожалений горьких нет, как нет.

А мы монтажники, высотники, 

Да! И с высоты мы шлём привет.
```

## Обучение
В некоторых городах СССР существовали монтажные техникумы. В современной России монтажников готовят по специальности «Техник-механик, по монтажу промышленного оборудования»

## Интересные факты
Существуют несколько улиц Монтажников
В Великобритании монтажник Фред Дибна стал героем нескольких документальных репортажей и фильмов Би-би-си, и под конец жизни был удостоен ордена Британской империи.